# Douglas Entertainment
 Denne artikel bør gennemlæses af en person med fagkendskab for at sikre den faglige korrekthed.

Douglas Entertainment er et dansk produktionsselskab, der laver TV-komedier og står blandt andet bag kendte programmer som Live fra Bremen, Den Blinde Vinkel, ALOHA! og FunnyHaHa Tv.

## FunnyHaHA

### FunnyHaHA TV
Blev sendt på TV2 Zulu og værten var Jasper Ritz.

### FunnyHaHa.dk
FunynHaHa.dk er en online platform, der har til formål at være rugekasse for talentfulde komikere i alle aldre.

## Andre programmer
- Danish Dynamite
- Den Blinde Vinkel